# Генри, Джастин
Джа́стин Уо́ртингтон Ге́нри (англ. Justin Worthington Henry; род. 25 мая 1971 года, Рай, штат Нью-Йорк, США) — американский киноактёр. Самый молодой актёр, номинированный на «Оскар». Получил всемирную известность, исполнив роль Билли в фильме «Крамер против Крамера» 1979 года. С 2000 года работает в сфере новых медиа.

## Биография
Джастин Генри родился в 1971 году в городе Рай, округ Уэстчестер, штат Нью-Йорк. В 1979 году впервые появился на экранах в фильме «Крамер против Крамера». За эту роль Джастин, будучи в возрасте 8 лет, был номинирован на премию «Оскар» за лучшую мужскую роль второго плана (установив тем самым своеобразный рекорд), а также был включён (на 80-м месте) в список лучших детей-актёров по мнению телеканала VH1. Четыре года спустя снялся в эпизодической роли в сериале «Остров фантазий». Следующее появление на большом экране — роль младшего брата протагониста в фильме «16 свечей». В 1988 году исполнил роль сына семейной пары — главных героев фильма — в «Приятном танце сердец».
В 1993 году Джастин получил звание бакалавра по специальности «психология» в колледже Скидмор.
После получения образования Дж. Генри продолжил карьеру в кино, снявшись, в том числе, в сериале «Скорая помощь» и фильме «Юные защитники».

### Карьера в медиа-бизнесе
В 1998 году Джастин Генри выступил сооснователем кинофестиваля Slamdunk Film Festival. Продолжая сниматься в кино и на телевидении, он начал карьеру в сфере электронных СМИ и с 2009 года занимает высокий руководящий пост в компании Veoh, работающей в области интернет-телевидения.

## Фильмография
| Год  |   | Русское название      | Оригинальное название | Роль                                                       |
| ---- | - | --------------------- | --------------------- | ---------------------------------------------------------- |
| 1979 | ф | Крамер против Крамера | Kramer vs Kramer      | Билли Крамер                                               |
| 1983 | ф |                       | Tiger Town            | Алекс                                                      |
| 1984 | ф | 16 свечей             | Sixteen Candles       | Майк Бейкер                                                |
| 1985 | ф | День Мартина          | Martin's Day          | Мартин                                                     |
| 1985 | ф |                       | Double Negative       |                                                            |
| 1988 | ф | Приятный танец сердец | Sweet Hearts Dance    |                                                            |
| 1996 | ф | Андерсонвилль         | Andersonville         | Тайк                                                       |
| 1997 | с | Скорая помощь         | ER                    |                                                            |
| 2004 | ф | Затерянный            | Lost                  | Честер Гулд                                                |
| 2007 | ф | Юные защитники        | The Junior Defenders  | Джимми Флетчер                                             |
| 2008 | с | Мой личный враг       | My Own Worst Enemy    | д-р Рэйф Касл (серия «Колибри»/The Hummingbird)            |
| 2010 | с | Братья и сёстры       | Brothers & Sisters    | д-р Льюис (серия «Нет дыма без...»/Where There's Smoke...) |
| 2013 | ф |                       | Smokin'               | Мистер Стивенс                                             |
| 2014 | ф | Жнец                  | Reaper                |                                                            |